# Gasparo Angiolini
Gasparo Angiolini, de nacimiento Angelo Gasparini (9 de febrero de 1731, Florencia - 6 de febrero de 1803, Milán) fue un coreógrafo italiano.
En 1757 se convirtió en maestro de ballet de la Ópera de la Corte de Viena. En 1761 trabajó junto al compositor Christoph Willibald Gluck para la producción de Don Juan y después hizo la coreografía de otros ballets para la música de Gluck.
En 1765 se volvió maestro de ballet del Teatro Mariinski en San Petersburgo. Se le considera como uno de los primeros coreógrafos en integrar la danza, la música y la trama en ballets dramáticos, desarrollando el estilo conocido como ballet de acción, manteniendo cierta rivalidad con Jean-Georges Noverre, al discrepar de su interpretación de este tipo de ballet. Coreografío el ballet Sémiramis con música de Gluck y en 1762 representó las secuencias de ballet en la producción original de Orfeo y Euridice de Gluck,que es importante en la historia de la ópera por su unidad dramática y su mayor énfasis en la danza. En 1765, Angiolini se convirtió en maestro de ballet en el teatro Imperial de San Petersburgo, donde coreografió varios ballets con música de su propia composición.
Las reformas de Angiolini fueron similares en su intención básica a las de Christoph Willibald Gluck y Franz Hilverding; también fueron paralelos a los de su rival, el coreógrafo Jean-Georges Noverre. A pesar de sus diferencias, tanto Angiolini como Noverre contribuyeron decisivamente a transformar el ballet de sus parcelas habitualmente inconexas, sin énfasis en exhibiciones de técnica a temas más expresivos en los que todos la elementos estaban integrados. 
- Datos: Q1495308
- Multimedia: Gasparo Angiolini / Q1495308